# Judecata lui Isus

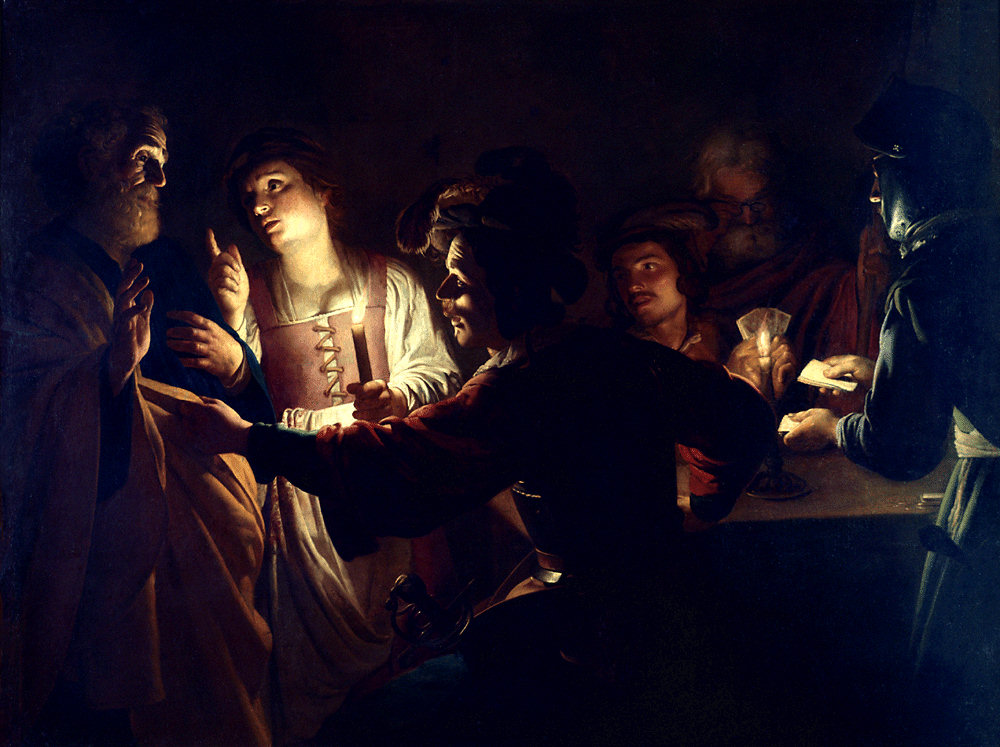
Tăgăduirea lui Petru - Gerrit van Honthorst

## Judecata lui Isus
După ce a fost arestat de către soldații Sinedriului din Ierusalim în Grădina Ghetsimani, în noaptea zilei de joi, Isus a fost dus legat în cetate la Ierusalim, la Sinedriu, unde preoții împreună cu marele preot urmau să-l judece. Acolo s-ar fi aflat și Nicodim și Iosif din Arimateea, discipolii lui Isus. În afara sălii de judecată se aflau mulți oameni în așteptarea sentinței lui Isus. Petru îl urmărea pe Iisus, însă in urma acuzațiilor că era ucenicul lui Isus s-a lepădat de 3 ori de Isus.

## Isus în fața lui Caiafa

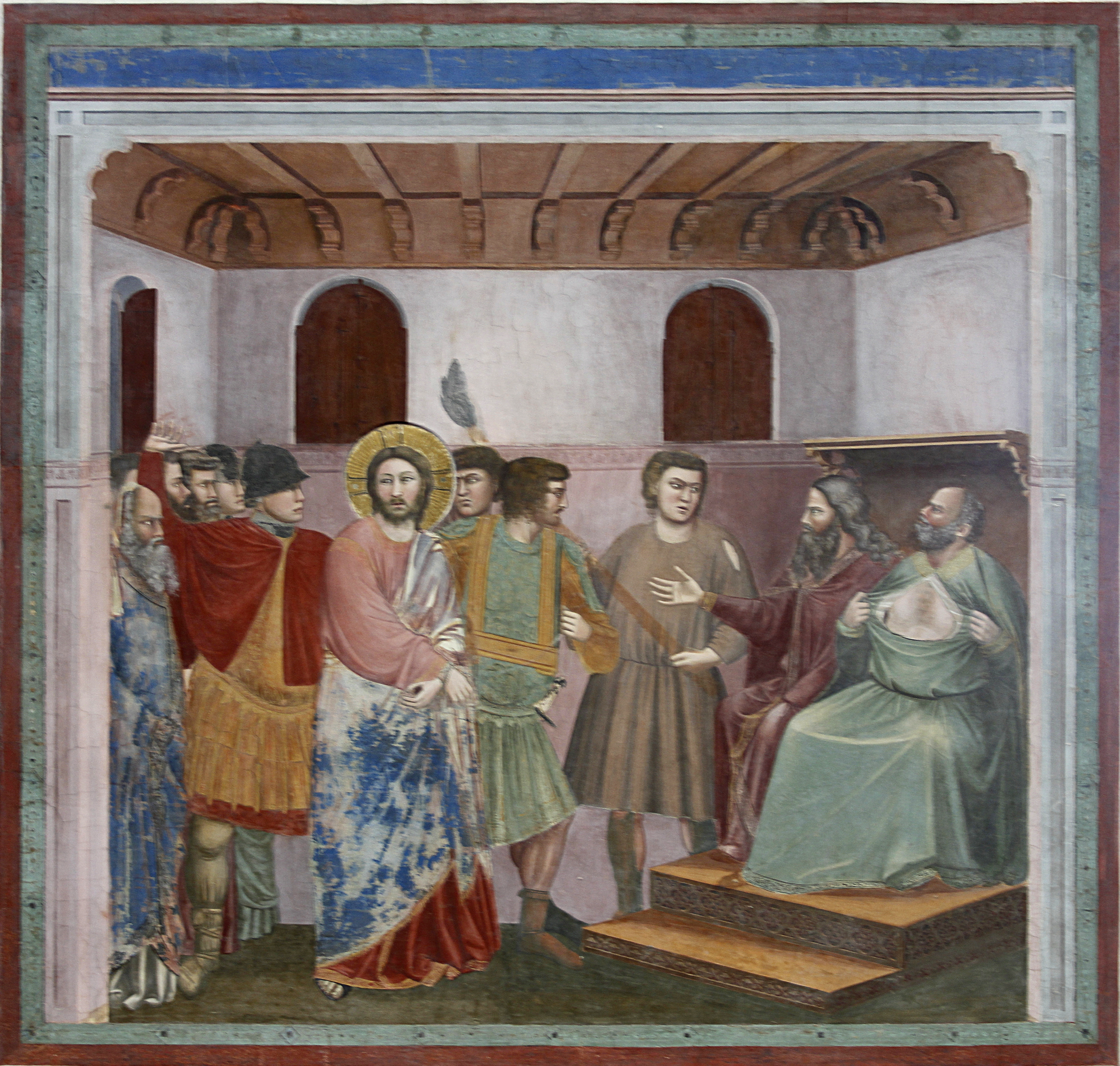
Isus în fața lui Caiafa - Giotto, Capella dei Scrovegni, Padova

La început, Isus a fost dus la Ana, fostul mare preot și socrul lui Caiafa, apoi la Caiafa, actualul mare preot de atunci. Au fost aduși martori ce aduceau acuzații lui Isus că el ar fi: încercat sa dărâme templul și să-l reconstruiască in 3 zile, prorociile false, hulirea, autoproclamarea ca Fiu a lui Dumnezeu, etc.
Curios, Caiafa îl intreabă pe Iisus daca e chiar Fiul lui Dumnezeu. Isus a făcut celebra afirmație: Da, sunt și de acum înainte îl veți vedea la dreapta Tatălui Meu. La aceste cuvinte, Caiafa își rupse veșmântul; era clar, Isus îl hulise pe Dumnezeu (după cum credeau fariseii) iar asta însemna condamnarea la moarte. Isus este bătut, scuipat de mulțime si preoți, chiar și de soldați.

## Isus înaintea lui Pilat din Pont
Isus a fost dus la guvernatorul roman al Iudeei, Pilat din Pont (probabil că a fost trimis dimineața). Pilat, deși în tinerețe fusese un om sângeros datorită răstignirii celor 1.000 de zeloți cu câțiva ani in urmă, amenințat de împăratul Tiberius că-i va lua viața dacă nu rezolvă revoltele din Iudeea și mai ales petru proasta conducere, el devine milos cu Isus. Găsindu-l nevinovat și la cererea soției sale, Claudia, cerându-i eliberarea sa, îl trimite la regele Irod Antipa. Nici Irod nu-i gasește o vină, în schimb îl batjocorește, punându-i o hamlidă albă, la adresa că el era proclamat: "Împaratul iudeilor". Este trimis înapoi la Pilat pentru a-l judeca din nou. Mai multe întrebări fără răspuns, despre "Adevărul", "Împărăția" inexistentă pe Pământ a lui Isus, dacă era "Împăratul iudeilor", Pilat îi trimite pe soldați să-L biciuiască, ca după această pedeapsă să-l elibereze.

## Legături externe
- Materiale media legate de Judecata lui Iisus la Wikimedia Commons